# Harakiri (película)
Harakiri es una película muda alemana dirigida por Fritz Lang en 1919.

## Argumento
El trágico destino de una mujer japonesa, abandonada por el hombre al que ama y de quien está embarazada. Basado en el argumento de Madama Butterfly.

## Comentario
La película se estrenó en el Marmorhaus de Berlín el 18 de diciembre de 1919.
Durante mucho tiempo se consideró perdida, pero fue descubierta en el año 1987 en la filmoteca holandesa, restaurada por la cinemateca de Coblenza y proyectada en el Festival Internacional de Cine de San Sebastián de 1987.